# Baeocera danielae
Baeocera danielae – gatunek chrząszcza z rodziny kusakowatych, podrodziny łodzikowatych i plemienia Scaphisomatini.
Gatunek ten opisany został w 2012 roku przez Ivana Löbla.
Chrząszcz o ciele długości od 0,92 do 0,96 mm. Ubarwiony ciemnobrązowo z rozjaśnionymi wierzchołkami pokryw, rudobrązowymi udami i goleniami oraz prawie żółtawymi stopami i czułkami. W długich czułkach człony dziewiąty i dziesiąty są znacznie dłuższe niż szersze, a człony siódmy i ósmy 2,5 do 3 razy dłuższe niż szersze. Wyraźnie grube punktowanie pokrywa większą część zapiersia, a po jego bokach punkty są rozmieszczone bardzo gęsto, nie dalej od siebie niż ich średnice. Hypomeron bardzo delikatnie lub wcale niepunktowany. Metanepisterna słabo wyróżnialne, nieoddzielone szwem. Pokrywy nieprzyciemnione wierzchołkowo, o grubszych punktach zlokalizowanych wyłącznie lub prawie wyłącznie w częściach zewnętrznych. Rządek przyszwowy pokryw zaczyna się u ich podstawy, zakrzywia się wzdłuż krawędzi nasadowej i sięgając boków pokryw formuje pełny rządek bazalny, łączący się z rzędami bocznymi. Nasadowa część pierwszego widocznego sternitu odwłoka bez zmarszczek. Samiec ma edeagus długości 0,24 do 0,27 mm i lekko łukowate, nierozszerzone ani pośrodku ani szczytowo paramery.
Owad znany wyłącznie z prowincji Laguna na filipińskiej wyspie Luzon.